# Fissistigma
Fissistigma là chi thực vật có hoa trong họ Annonaceae.